# 水泉堡城址
水泉堡城址，位于中国甘肃省永昌县，为一个省级文物保护单位，类型为古遗址。
水泉堡城址的历史年代为明代。